# یوری فورمن
یوری فورمن (انگلیسی: Yuri Foreman؛ زادهٔ ۵ اوت ۱۹۸۰) بوکسور اهل اسرائیل است.